# Pandy malé
Pandy malé (Ailuridae) jsou čeledí psotvárných šelem, která spadá do nadčeledi Musteloidea. Zahrnuje jediný žijící druh panda červená (Ailurus fulgens; novější studie z roku 2020 doporučují pandu červenou dělit na dva samostatné druhy A. fulgens a A. styani) a některé fosilní taxony.
Prvním zástupcem pand malých je rod Amphictis, jehož poslední zástupci přežívali ve středním miocénu. Šlo o čistě evropský rod, v Evropě také probíhala většina vývoje pand malých. Od miocénu do raného pliocénu je datována existence podčeledi Simocyoninae, jejíž zástupci pronikli i do Asie a Severní Ameriky. Nejstarší nálezy podčeledi Ailurinae, která zahrnuje i současný žijící rod, pocházejí ze středního miocénu, samotný rod Ailurus je prvně ve fosilních záznamech datován ve středním pleistocénu Číny. Od té doby jsou pandy malé čistě asijskou skupinou.